# K
A letra K (cá ou cápa) é a décima primeira letra do alfabeto latino.

## História
| k |

| k |

Esta letra provém do grego Κ ou κ (kappa), adaptado por sua vez do kap ou kaf das línguas semitas, símbolo que representava uma mão aberta. Esta, por sua vez, com muita probabilidade teria sido adaptada pelos povos semitas que teriam vivido no Egito, a partir do hieróglifo que representa “mão”, representando o som de D para os egípcios, pois "mão" era pronunciada como d-r-t. Os semitas atribuíram-lhe o som /k/, pois o vocábulo que utilizavam para "mão" começava com esse som.
Este som semita de /k/ para esta letra foi mantido na maioria das línguas clássicas e modernas. Porém, quando as palavras provenientes do grego foram assimiladas pelo latim, o K foi convertido em C, embora o idioma já usasse o K para palavras provenientes do etrusco, como por exemplo kalendae, “o primeiro dia do mês”, que deu origem à palavra calendário. Algumas palavras de outros alfabetos foram também reescritas usando a letra C. É por essa razão que as línguas românicas atualmente somente utilizam o K apenas em casos muito particulares, como por exemplo em português as palavras kantiano ou kart.
A letra K fazia parte do alfabeto português até o início do século XX, durante o seu período pseudoetimológico, e podia ser encontrada num grupo específico de palavras como kermes, kilometro e kysto, nestes exemplos a sua presença era justificada por sua etimologia:
• Kermes era um derivado da palavra árabe qermez (قرمز), que é proveniente da palavra persa qirmiz (قرمز), uma palavra que em si vem do sânscrito kṛmija (कृमिज); 
• Kilometro era uma combinação do prefixo de origem grega chílioi (χίλιοι) + a palavra metro;
• Kysto vinha do grego kystis (κύστη).
Percebe-se que o seu uso era significativamente limitado e o número de palavras em que o K aparecia era minúsculo, devido a estes motivos, a Reforma Ortográfica de 1911 em Portugal e o subsequente Formulário Ortográfico de 1943 no Brasil o removeram completamente do português, e palavras que o continham agora o tiveram substituído, ou por C se estivesse antes de A, O ou U, ou por QU caso estivesse antes de E ou I, as palavras anteriores então tornaram-se quermes, quilômetro e quisto. Outras palavras que também perderam o K incluem breke que se tornou breque, fakir que se tornou faquir, kaki que se tornou caqui, kaleidoscopio que se tornou caleidoscópio e nickel que se tornou níquel.
O Acordo Ortográfico de 1990 restaurou a letra K no alfabeto português sem restaurar o seu uso prévio, que continuará restrito às abreviaturas como km, às palavras com origem estrangeira como kart e a seus derivados como kartódromo. No Brasil, o AO-1990 entrou em vigor a partir de 1º de janeiro de 2009 e, findo o período de transição de quatro anos, passou a ser a única norma vigente a partir de 1º de janeiro de 2013.
1. ↑  Resumo do Sistema Internacional de Unidades. Tradução da publicação do Bureau Internacional de Pesos e Medidas (BIPM). INMETRO, 2006. Acesso em 17/05/2011.
2. ↑  O novo diccionario da lingua portugueza, publicado em 1817, somente listava 4 palavras que se iniciavam com K, estas eram K, Kermes, Kysteotemia e Kysto.
3. ↑  Ainda que quermes atualmente seja a forma oficial aportuguesada para referir-se à cor de mesmo nome, a palavra kermes com K ainda é frequentemente encontrada sendo utilizada, principalmente quando está referindo-se à família de insetos Kermes, que é um substantivo próprio, por conseguinte, não é exatamente afetado por estas reformas.
4. ↑  «Acordo Ortográfico - Portal da Língua Portuguesa». www.portaldalinguaportuguesa.org. Consultado em 26 de junho de 2024
5. ↑  «Formulário Ortográfico». Academia Brasileira de Letras. 28 de julho de 2015. Consultado em 26 de junho de 2024
6. ↑  Bechara, Evanildo (8 de janeiro de 2012). «As novas letras K, W e Y». Academia Brasileira de Letras. Consultado em 6 de julho de 2021